# Vida Samadzai
Vida Samadzai, née le 22 février 1978 à Khost, est une actrice afghano-américaine.
Elle est connue pour avoir été élue Miss Afghanistan 2003 et a concourt à l'élection de Miss Terre de la même année, Vida est la première afghane a participer un concours de beauté depuis 1974.

## Biographie
Samadzai est née et élevée à Kaboul et fait partie de l'ethnie des Pachtounes. Elle émigra aux États-Unis d'Amérique en 1996. Elle a fait ses études en Californie.
En 2011 elle participe à la 5e saison de Bigg Boss Hindi.